# Zapasy na Letnich Igrzyskach Olimpijskich 1976 – kategoria do 74 kg w stylu wolnym
Zmagania mężczyzn w wadze 74 kg to jedna z dziesięciu męskich konkurencji w zapasach w stylu wolnym rozgrywanych podczas Letnich Igrzysk Olimpijskich 1976. Pojedynki w tej kategorii wagowej odbyły się w dniach 27 – 31 lipca.

## Klasyfikacja[2]
| Pozycja | Nazwisko           | Kraj                                 |
| ------- | ------------------ | ------------------------------------ |
| 1       | Jiichirō Date      | Japonia                              |
| 2       | Mansur Barzegar    | Iran                                 |
| 3       | Stan Dziedzic      | Stany Zjednoczone                    |
| 4       | Rusłan Aszuralijew | ZSRR                                 |
| 5       | Marin Pârcălabu    | Rumunia                              |
| 6       | Fred Hempel        | NRD                                  |
| 7       | Jarmo Övermark     | Finlandia                            |
| 8       | Kiro Ristov        | Jugosławia                           |
| 9       | Yu Jae-gwon        | Korea Południowa                     |
| 10      | Dan Karabin        | Czechosłowacja                       |
| 11      | Jan Karlsson       | Szwecja                              |
| 12      | Janczo Pawłow      | Bułgaria                             |
| 13      | Brian Renken       | Kanada                               |
| .       | Giuseppe Spagnoli  | Włochy                               |
| 15      | Bruce Akers        | Australia                            |
| .       | Mihály Toma        | Węgry                                |
| .       | Yakup Topuz        | Turcja                               |
| 18      | Keith Haward       | Wielka Brytania                      |
| .       | Dennis Herrick     | Portoryko                            |
| .       | Dzewegijn Düwczin  | Mongolia                             |
| 21      | Ivan David         | Wyspy Dziewicze Stanów Zjednoczonych |

## Zasady
Przyjęto zasadę punktów karnych, gdzie zdobycie sześciu punktów lub więcej eliminowało zawodnika z turnieju. Kolejność miejsc medalowych ustalona została w specjalnej rundzie finałowej, z udziałem trzech zawodników z najmniejszą liczbą takich punktów.
- TF — Łopatki
- DQ — Dyskwalifikacja za pasywność
- IN — Kontuzja przeciwnika
- DNA — Rezygnacja przed walką
- TPP — Punkty karne razem
- MPP — Punkty karne pojedynku

## Punktacja
- 0 — Wygrana na łopatki, przewagę techinczną, pasywność, kontuzję
- 0.5 — Wygrana na punkty  (8-11 punktów różnicy)
- 1 — Wygrana na punkty  (1-7 punktów różnicy)
- 2 — Dyskwalifikacja za pasywność, zwycięzca również był pasywny
- 3 — Przegrana na punkty (1-7 punktów różnicy)
- 3.5 — Przegrana na punkty (8-11 punktów różnicy)
- 4 — Przegrana na łopatki, przewagę techiczną, pasywność, kontuzję

## Wyniki[3]

### Pierwsza runda
| TPP | MPP |                    | Wynik\|Czas |                 | MPP | TPP |
| --- | --- | ------------------ | ----------- | --------------- | --- | --- |
| 3   | 3   | Rusłan Aszuralijew | 6 - 6       | Mansur Barzegar | 1   | 1   |
| 0   | 0   | Janczo Pawłow      | 21 - 0      | Mihály Toma     | 4   | 4   |
| 0   | 0   | Marin Pârcălabu    | DQ / 5:55   | Keith Haward    | 4   | 4   |
| 0   | 0   | Jarmo Övermark     | TF / 1:23   | Ivan David      | 4   | 4   |
| 4   | 4   | Yakup Topuz        | 3 - 16      | Dan Karabin     | 0   | 0   |
| 4   | 4   | Kiro Ristov        | 2 - 16      | Yu Jae-gwon     | 0   | 0   |
| 4   | 4   | Brian Renken       | TF / 1:31   | Fred Hempel     | 0   | 0   |
| 4   | 4   | Bruce Akers        | 1 - 24      | Jan Karlsson    | 0   | 0   |
| 0   | 0   | Jiichirō Date      | TF / 1:41   | Dennis Herrick  | 4   | 4   |
| 4   | 4   | Dzewegijn Düwczin  | DQ / 3:18   | Stan Dziedzic   | 0   | 0   |
| 0   |     | Giuseppe Spagnoli  |             | Bez walki       |     |     |

### Druga runda
| TPP | MPP |                   | Wynik\|Czas |                    | MPP | TPP |
| --- | --- | ----------------- | ----------- | ------------------ | --- | --- |
| 4   | 4   | Giuseppe Spagnoli | TF / 4:28   | Rusłan Aszuralijew | 0   | 3   |
| 2   | 1   | Mansur Barzegar   | 11 - 5      | Janczo Pawłow      | 3   | 3   |
| 7   | 3   | Mihály Toma       | 4 - 5       | Marin Pârcălabu    | 1   | 1   |
| 8   | 4   | Keith Haward      | TF / 2:45   | Jarmo Övermark     | 0   | 0   |
| 7   | 3   | Yakup Topuz       | 6 - 12      | Kiro Ristov        | 1   | 5   |
| 0.5 | 0.5 | Dan Karabin       | 16 - 6      | Yu Jae-gwon        | 3.5 | 3.5 |
| 5   | 1   | Brian Renken      | 11 - 4      | Bruce Akers        | 3   | 7   |
| 1   | 1   | Fred Hempel       | 11 - 4      | Jan Karlsson       | 3   | 3   |
| 0   | 0   | Jiichirō Date     | TF / 1:39   | Dzewegijn Düwczin  | 4   | 8   |
| 8   | 4   | Dennis Herrick    | TF / 4:11   | Stan Dziedzic      | 0   | 0   |
| 4   |     | Ivan David        |             | DNA                |     |     |

### Trzecia runda
| TPP | MPP |                    | Wynik\|Czas |                 | MPP | TPP |
| --- | --- | ------------------ | ----------- | --------------- | --- | --- |
| 8   | 4   | Giuseppe Spagnoli  | DQ / 8:49   | Mansur Barzegar | 0   | 2   |
| 3.5 | 0.5 | Rusłan Aszuralijew | 13 - 4      | Janczo Pawłow   | 3.5 | 6.5 |
| 2   | 1   | Marin Pârcălabu    | 11 - 6      | Jarmo Övermark  | 3   | 3   |
| 4.5 | 4   | Dan Karabin        | IN / 5:05   | Kiro Ristov     | 0   | 5   |
| 4.5 | 1   | Yu Jae-gwon        | 12 - 9      | Brian Renken    | 3   | 8   |
| 5   | 4   | Fred Hempel        | TF / 7:03   | Jiichirō Date   | 0   | 0   |
| 6   | 3   | Jan Karlsson       | 5 - 11      | Stan Dziedzic   | 1   | 1   |

### Czwarta runda
| TPP | MPP |                    | Wynik\|Czas |                 | MPP | TPP |
| --- | --- | ------------------ | ----------- | --------------- | --- | --- |
| 4.5 | 1   | Rusłan Aszuralijew | 10 - 4      | Marin Pârcălabu | 3   | 5   |
| 2   | 0   | Mansur Barzegar    | DQ / 7:45   | Jarmo Övermark  | 4   | 7   |
| 8   | 3   | Kiro Ristov        | 12 - 16     | Fred Hempel     | 1   | 6   |
| 8.5 | 4   | Yu Jae-gwon        | TF / 2:13   | Jiichirō Date   | 0   | 0   |
| 1   |     | Stan Dziedzic      |             | Bez walki       |     |     |
| 4.5 |     | Dan Karabin        |             | DNA             |     |     |

### Piąta runda
| TPP | MPP |                 | Wynik\|Czas |                    | MPP | TPP |
| --- | --- | --------------- | ----------- | ------------------ | --- | --- |
| 2   | 1   | Stan Dziedzic   | 9 - 6       | Rusłan Aszuralijew | 3   | 7.5 |
| 2   | 0   | Mansur Barzegar | 23 - 8      | Fred Hempel        | 4   | 10  |
| 9   | 4   | Marin Pârcălabu | TF / 4:06   | Jiichirō Date      | 0   | 0   |

### Runda finałowa
| TPP | MPP |                 | Wynik\|Czas |                 | MPP | TPP |
| --- | --- | --------------- | ----------- | --------------- | --- | --- |
|     | 3   | Stan Dziedzic   | 8 - 11      | Mansur Barzegar | 1   |     |
|     | 1   | Jiichirō Date   | 10 - 5      | Stan Dziedzic   | 3   | 6   |
| 5   | 4   | Mansur Barzegar | TF / 6:07   | Jiichirō Date   | 0   | 1   |